# Jan Wilhelm Wittelsbach
Jan Wilhelm Wittelsbach (ur. 19 kwietnia 1658 w Düsseldorfie, zm. 8 czerwca 1716) – książę Jülich i Bergu w 1679–1716, następnie także hrabia-palatyn reński i elektor Rzeszy oraz tytularny antykról Czech w 1690–1716, hrabia Górnego Palatynatu w 1707–1714.
Syn elektora Palatynatu Reńskiego Filipa Wilhelma Wittelsbach i Elżbiety Amalii Hessen-Darmstadt. Jego dziadkami byli Wolfgang Wilhelm Wittelsbach i Magdalena Wittelsbach księżniczka bawarska oraz landgraf Hesji-Darmstadt Jerzego III i Zofia Eleonora Wettyn księżniczka saksońska.
Urodził się w Düsseldorf, gdzie przebywał przez większą część swojej młodości. Wychowany przez Jezuitów odbył w 1674 roku Grand Tour do Włoch. Miał liczne rodzeństwo które odegrało ważną rolę w historii, siostra Eleonora Magdalena była cesarzową Niemiecką, Maria Zofia królową Portugalii, Maria Anna królową Hiszpanii.
25 października 1678 ożenił się z Marią Anną Habsburg córką cesarza Ferdynanda III i Eleonory Gonzaga. Para nie miała dzieci.
W 1690 jego ojciec został elektorem Palatynatu Reńskiego, wiązało się to ze zmianą religii panującej w Palatynacie. Poprzedni elektor Karol II Wittelsbach był kalwinistą. Został elektorem Palatynatu Reńskiego po śmierci swojego ojca w 1690.
5 czerwca 1691 ożenił się z Anna Marią Medycyjską córką Wielkiego Księcia Toskanii Cosimo III de' Medici i Małgorzaty Ludwiki Burbon. Podczas wojny o sukcesję hiszpańską zajął Górny Palatynat, który musiał zwrócić w 1714 elektorowi Bawarii Maksymilianowi II. W związku z tym, że nie miał męskiego potomka jego następcą został jego brat Karol III Filip Wittelsbach.

## Odznaczenia
- Wielki Mistrz Orderu św. Huberta (rest. 29 września 1708)[1]
- Order Złotego Runa – Austria